# Естонська марка
Есто́нська ма́рка (ест. Eesti Mark) — грошова одиниця Естонської республіки, яка карбувалася з 1918 по 1928 роки і дорівнювала 100 пенні (ест. Penn).

## Історія
12 серпня 1921 року уряд емітував купюри в 10 та 25 марок. В 1922 році розпочалося карбування монет в Німеччині, з 1924 року монети карбувалися на державній типографії в Таллінні. Під час грошової реформи 1928 року марка змінилася на естонську крону за курсом обміну 100:1.

## Монети

### Випуск 1922 року
| Зображення | Номінал | Діаметр | Гурт      | Реверс       | Аверс   | Матеріал        |
| ---------- | ------- | ------- | --------- | ------------ | ------- | --------------- |
|            | 1 марка | 18 мм   | Рубчастий | Герб Естонії | Номінал | Cu 75 % Ni 25 % |
|            | 3 марки | 20 мм   | Рубчастий | Герб Естонії | Номінал | Cu 75 % Ni 25 % |
|            | 5 марок | 23 мм   | Рубчастий | Герб Естонії | Номінал | Cu 75 % Ni 25 % |

### Випуск 1924 року
| Зображення | Номінал | Діаметр | Гурт      | Реверс       | Аверс   | Матеріал        |
| ---------- | ------- | ------- | --------- | ------------ | ------- | --------------- |
|            | 1 марка | 18 мм   | Рубчастий | Герб Естонії | Номінал | Cu 75 % Ni 25 % |
|            | 5 марок | 23 мм   | Рубчастий | Герб Естонії | Номінал | Cu 75 % Ni 25 % |

### Випуск 1925 року
| Зображення | Номінал  | Діаметр | Гурт      | Реверс       | Аверс   | Матеріал        |
| ---------- | -------- | ------- | --------- | ------------ | ------- | --------------- |
|            | 3 марки  | 20 мм   | Рубчастий | Герб Естонії | Номінал | Cu 75 % Ni 25 % |
|            | 10 марок | 26 мм   | Рубчастий | Герб Естонії | Номінал | Cu 75 % Ni 25 % |

### Випуск 1926 року
| Зображення | Номінал  | Діаметр | Гурт      | Реверс       | Аверс   | Матеріал        |
| ---------- | -------- | ------- | --------- | ------------ | ------- | --------------- |
|            | 1 марка  | 18 мм   | Рубчастий | Герб Естонії | Номінал | Cu 75 % Ni 25 % |
|            | 3 марки  | 20 мм   | Рубчастий | Герб Естонії | Номінал | Cu 75 % Ni 25 % |
|            | 5 марок  | 23 мм   | Рубчастий | Герб Естонії | Номінал | Cu 75 % Ni 25 % |
|            | 10 марок | 26 мм   | Рубчастий | Герб Естонії | Номінал | Cu 75 % Ni 25 % |